# 뽀로로 극장판 슈퍼스타 대모험
《뽀로로 극장판 슈퍼스타 대모험》(영어: Pororo Popstar Adventure)은 2023년에 개봉된 대한민국의 애니메이션 영화로, 《뽀로로》시리즈의 8번째 극장판이자 20주년 기념작이다.

## 출연진
- 이선 - 뽀로로 역
- 이미자 - 크롱 역
- 함수정 - 에디 역
- 홍소영 - 루피 역
- 정미숙 - 패티 역
- 김서영 - 해리 역
- 김환진 - 포비 역
- 사문영 - 스캣ㆍ아이원 역
- 한신 - 빅벤 역
- 심규혁 - 오키 역
- 김율 - 도키 역
- 황창영 - 사장ㆍ두두ㆍ락커 레오 역